# Uropoda vegetans
Uropoda vegetans är en spindeldjursart som först beskrevs av De Geer 1768.  Uropoda vegetans ingår i släktet Uropoda och familjen Uropodidae. Inga underarter finns listade i Catalogue of Life.